# Raymond Queneau
Raymond Queneau (n. 21 februarie 1903, Le Havre, Franța – d. 25 octombrie 1976, Paris, Île-de-France, Franța) a fost un scriitor francez modern. Este cunoscut mai ales ca fiind autor al romanului Zazie dans le métro (fr. „Zazie în metrou”) și drept cofondator al Oulipo, un grup de autori care îi include pe Italo Calvino, Georges Perec și Harry Mathews.

## Biografie
Queneau a studiat limbile clasice, filosofia și psihologia la Sorbona, și a făcut parte din mișcarea suprarealistă din (1924 până prin 1930). Când se va produce ruptura de această mișcare, se va lansa în studierea « nebuniei literare », lucrând la o Enciclopedie a științelor inexacte (care-i va fi refuzată de editori, dar din care va rezulta romanul Copii din Limon publicat în 1938).
După un voiaj în Grecia în 1932, începe să reflecteze asupra rupturii dintre limbile vorbite și cele scrise, destul de evidentă în limba greacă modernă, și pe atunci incipientă în limba franceză. Își va fixa aceste idei într-un articol despre « néo-français », și va reveni asupra teoriei în romanele sale, cum sunt pasajele despre faimosul « doukipudonktan » cu care începe romanul Zazie. Acum termină primul său roman,  Le Chiendent, care va fi publicat în 1933. (Cu această ocazie a fost creat premiul literar Prix des Deux-Magots). A trăit din jurnalistică, și începând cu 1938 a lucrat la Editura Gallimard, unde a fost pe rând traducător din limba engleză, membru al Comitetului de lectură și director al Enciclopediei Pleiade. A mai făcut parte din Academia Goncourt, din College de Pataphysique și din juriul Festivalului de Film de la Cannes.
În anul 1947 au fost publicate faimoasele sale Exerciții de Stil. acum începe să utilizeze și pseudonimul Sally Mara. Acest pseudonim i-a servit și atunci când a publicat (Suntem întotdeauna prea buni cu femeile), care urmează experimentelor lui Vernon Sullivan sau Boris Vian, și care l-a ajutat să evite cenzura.
După Eliberare a frecventat cercul din Saint-Germain-des-Prés. Poemul său Si tu t'imagines, aranjat muzical Joseph Kosma la inițiativa lui Jean-Paul Sartre, a devenit un hit în interpretarea lui Juliette Gréco. Celelalte poeme au fost interpretate de les Frères Jacques. A compus dialoguri pentru mai multe comedii muzicale sau filme
(printre care și Domnul Ripois realizat de René Clément cu Gérard Philipe în rolul principal).
Intră în Collège de ’Pataphysique în 1950, drept Satrape, și este ales în Académie Goncourt în 1951.
În 1959 publică Zazie în metrou, roman care îl va duce pe Queneau în centrul atenției marelui public. Regizorul Louis Malle, unul dintre vârfurile mișcării cinematografice Nouvelle Vague, va ecraniza acest roman un an mai târziu. Îndrăgostit de matematici și de științe exacte (era membru al Société mathématique de France din 1948), Raymond Queneau a știut să aplice regulile algebrei în construcția propriilor sale opere. Cu ocazia unui colocviu, în timpul celebrelor decade de la Cerisy, va fonda în 1960, cu François Le Lionnais, un grup de cercetare literară și științifică care va deveni l'Oulipo ( abreviere după Ouvroir de Littérature Potentielle) din care se vor desprinde mai apoi alte grupuri mai mici, Ou-X-Po (Oupeinpo, Outrapo, Oubapo, etc.).
Raymond Queneau a murit pe 25 octombrie 1976.

## Operă
Prozatorul Raymond Queneau a scris peste 15 romane, dintre care cele mai cunoscute publicului român sunt "Zazie în metrou", "Suntem mereu prea buni cu femeile", "Florile albastre" și faimoasele "Exerciții de stil".
printre scrierile sale cele mai importante figurează și Le Chiendent, Les Enfants du Limon, Un Rude Hiver, Pierrot mon ami, Loin de Rueil, Exercices de style, le recueil Si tu t'imagines, Le Dimanche de la vie, Zazie dans le Métro, Cent mille milliards de Poèmes, Les Fleurs Bleues…
Publicarea operelor sale complete a început în anul 1989, în colecția Bibliothèque de la Pléiade.
Ca o curiozitate se poate aminti că în romanul său Pierrot mon ami (Pierrot, prietenul meu), Queuneau a folosit trei cuvinte românești: „mitocan” „mocofan” și „bădăran”.

## Opere

### Romane
- Le Chiendent (1933)
- Gueule de pierre (1934)
- Les Derniers Jours (1936)
- Odile (1937)
- Les Enfants du Limon (1938)
- Un rude hiver (1939)
- Les Temps mêlés (Gueule de pierre II) (1941)
- Pierrot mon ami (1942)
- Loin de Rueil (1944)
- On est toujours trop bon avec les femmes (1947)
- Saint-Glinglin (1948)
- Le Journal intime de Sally Mara (1950)
- Le Dimanche de la vie (1952)
- Zazie dans le métro (1959)
- Les Fleurs bleues (1965)
- Le Vol d'Icare (1968)

### Poezie
- Chêne et chien (1937)
- Les Ziaux (1943)
- L'Instant fatal (1946)
- Petite cosmogonie portative (1950)
- Cent Mille Milliards de Poèmes (1961)
- Le Chien à la mandoline (1965)
- Courir les rues (1967)
- Battre la campagne (1968)
- Fendre les flots (1969)
- Morale élémentaire (1975)

### Eseuri și articole
- Bâtons, chiffres et lettres (1950)
- Pour une Bibliothèque Idéale (1956)
- Entretiens avec Georges Charbonnier (1962)
- Bords (1963)
- Une Histoire modèle (1966)
- Le Voyage en Grèce (1973)
- Traité des vertus démocratiques (1993)

### Diverse
- Exercices de style (1947)
- Contes et propos (1981)
- Journal 1939-1940 (1986)
- Journaux 1914-1965 (1996)
- Lettres croisées 1949-1976, André Blavier, Raymond Queneau, correspondance présentée et annotée par Jean-Marie Klinkenberg (1988)

### Traduceri
- Le Mystère du train d'or d'Edgar Wallace, en 1934 (sous le nom de Jean Raymond)
- L'ivrogne dans la brousse (The palm wine drinkard), d'Amos Tutuola, en 1953